# PDE4A
Фосфодиэстераза 4A (англ. cAMP-specific 3',5'-cyclic phosphodiesterase 4A) — фермент человека, принадлежащий к классу фосфодиэстераз и кодируемый геном PDE4A.

## Взаимодействия
Было показано что PDE4A взаимодействует с AKAP6 и PRKAR2A.